# Shatian (köping i Kina, Guangxi)
Shatian (kinesiska: 沙田, 沙田镇) är en köping i Kina. Den ligger i den autonoma regionen Guangxi, i den södra delen av landet, omkring 200 kilometer sydost om regionhuvudstaden Nanning.
Genomsnittlig årsnederbörd är 2 265 millimeter. Den regnigaste månaden är augusti, med i genomsnitt 497 mm nederbörd, och den torraste är februari, med 17 mm nederbörd.